# Catedral de l'Alguer
La catedral de Santa Maria Immaculada és l'església principal de la ciutat de l'Alguer; fou la seu del bisbe de l'Alguer des del 1503 fins al 1986, quan es creà la diòcesi de l'Alguer-Bosa, compartint la seu amb la cocatedral de la localitat de Bosa.
La catedral té l'origen al segle xvi i es troba al centre històric de la ciutat, del qual és un dels principals monuments.

## Història
El 1503, el papa Juli II va promulgar una butlla amb què modificava profundament les diòcesis de l'illa, reforma promoguda pel rei Ferran II. Les tres petites diòcesis de Castro, Bisarcio i Ottana s'uniren i incorporaren la nova diòcesi de l'Alguer.
L'Alguer fou elevada a la categoria de ciutat l'any 1501, però mancava d'una església prou gran per a assolir la categoria de catedral i els bisbes de la nova diòcesi no hi van residir fins als anys 30 del segle xvi, època en la qual s'inicià la construcció del temple sobre una església anterior, seguint els cànons del gòtic català.
Cap al 1550, ja estaria acabada l'àrea de l'absis i el campanar octogonal, amb la portada tardogòtica de la base d'aquest. Durant els 50 anys següents, es va continuar amb la construcció sota el guiatge de l'enginyer militar Rocco Cappellino, que va aplicar al temple elements del Renaixement tardà. La catedral s'obrí al culte, encara per acabar, l'any 1593, quan se celebraren algunes ordenacions de sacerdots. En el segle xvii, es procedeix a la cobertura del transsepte i a la construcció de la cúpula octogonal sobre el presbiteri.
En el segle xviii, l'església es va decorar amb un mobiliari típic barroc de marbre; en el segle xix (1862), s'hi va construir una nova façana neoclàssica.

## Descripció

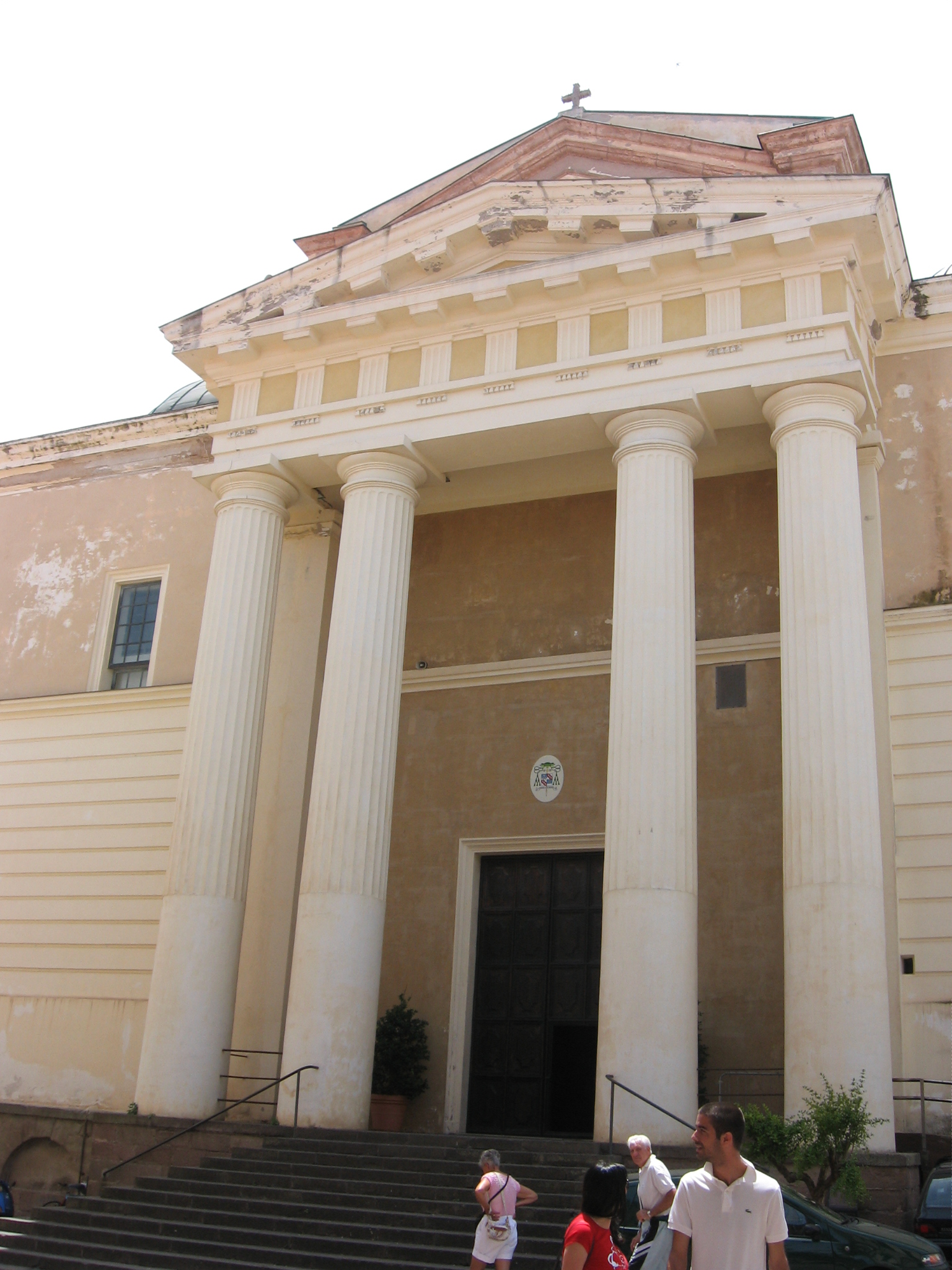
La façana neoclàssica de la catedral

### Exterior
L'exterior de la catedral es caracteritza sobretot per l'alt campanar, un dels símbols de l'Alguer, que destaca en el paisatge urbà del centre històric. La torre es troba darrere de l'església, i forma part de la primera fase de construcció de l'edifici; és d'estil gòtic tardà, de planta octogonal, amb diverses obertures ogivals en els laterals i culmina amb una agulla a la part superior. A la base de la torre s'obre el portal, finament decorat amb lliris tallats en pedra i segueix els models del gòtic català.
L'entrada principal es troba en la petita plaça del duomo (plaça de la Catedral), on enfronta amb el pòrtic del segle xviii d'estil neoclàssic, amb un frontó triangular sostingut per quatre columnes dòriques.

### Interior

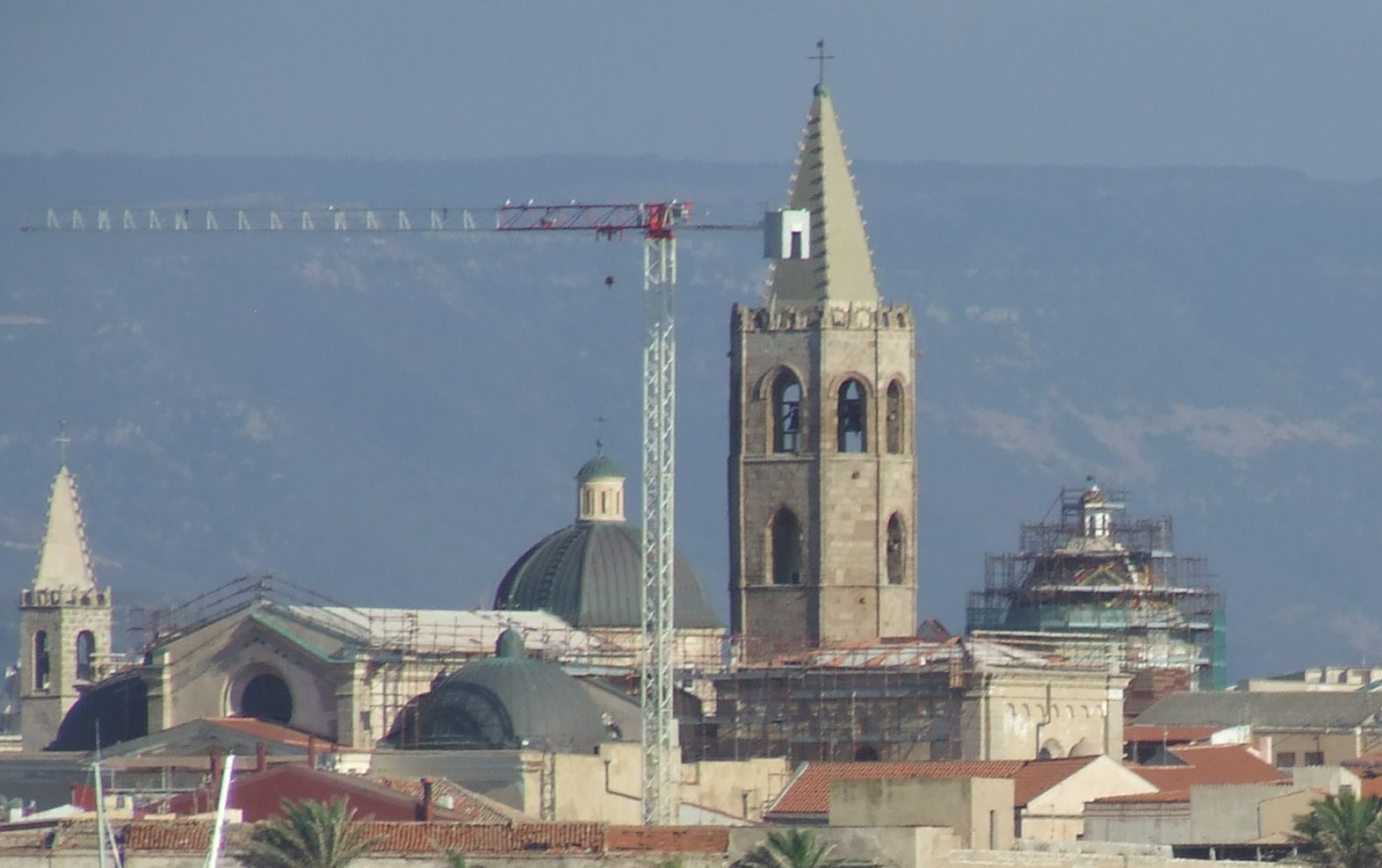
El campanar de la catedral és un dels símbols de l'Alguer

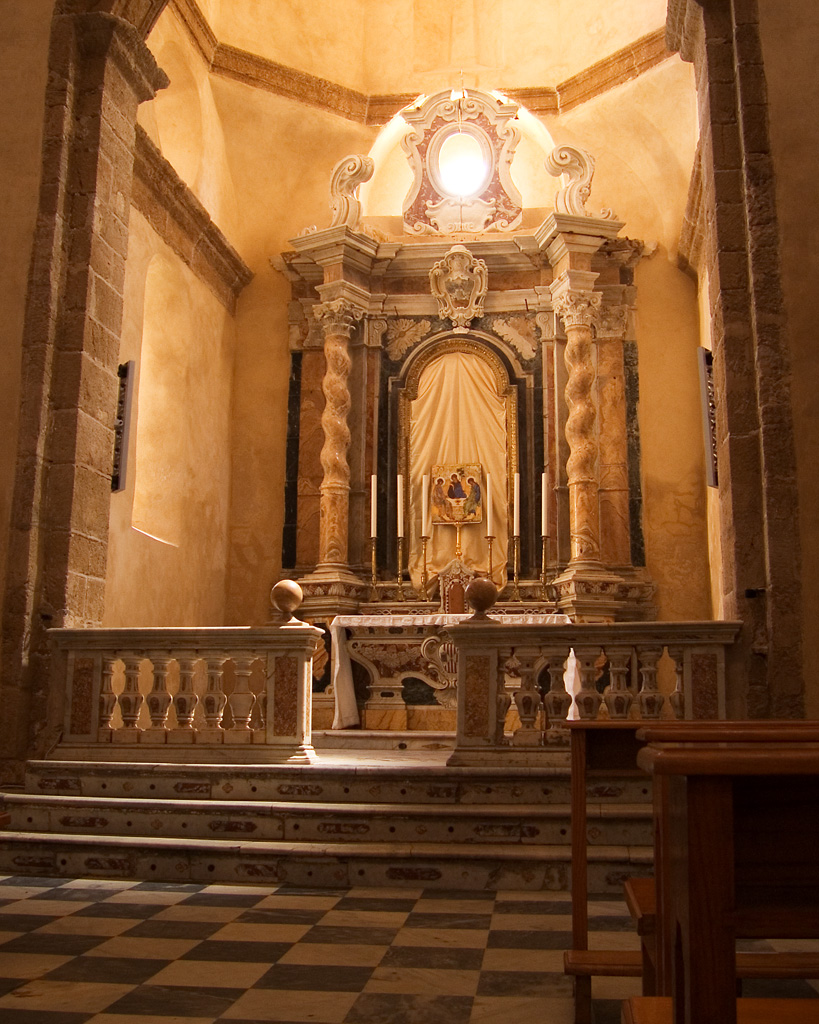
Altar major a l'interior de la catedral

L'interior del temple té tres naus separades per columnes i pilastres de gust clàssic; la cornisa marca el perímetre de la nau per sota de la volta de canó.
En les naus laterals, hi ha sis capelles, tres en cada costat, i totes decorades amb interessants obres d'art. Les capelles més notables són les del primer tram de les naus, ja que són les més grans i estan cobertes per cúpules i tenen dos altars imponents del segle xviii d'estil neoclàssic; el de la primera capella de la dreta és el més destacat i dedicat al Santíssim Sagrament. Aquest altar es va consagrar el 1824, tallat en marbre i decorat en el centre amb un templet circular que recorda el temple de Vesta de Roma.
Altres capelles s'obrin en el creuer, i en destaca la que conté el mausoleu neoclàssic de marbre de Maurici de Savoia (1762-1799), duc de Monferrato, tallat a principis del segle xix per Felice Festa, encarregat per Carlo Felice de Savoia, germà el duc.
En el punt on es troben la nau central i el transsepte, s'alça la cúpula octogonal del segle xvii, sota la qual es troba el presbiteri. L'àrea del presbiteri, elevat sobre el paviment per mitjà d'unes grades, està envoltada d'una balustrada feta en marbre amb incrustacions, obra del genovés Giuseppe Massetti, fet l'any 1727. El mateix artista va dissenyar també l'altar major, amb un grup d'escultures que representen la Immaculada entre àngels, i també l'elegant púlpit. Al costat de l'escala d'accés al presbiteri, hi ha dues figures de lleons, segons el model de la catedral de Càller, seguit també per altres esglésies de l'illa. Darrere del cor de fusta, en l'absis poligonal, s'obrin cinc capelles radials d'estil gòtic unides, formant així un deambulatori.

### Orgue
En la cantoria de la contrafaçana, es troba l'orgue de tubs Mascioni opus 477, fabricat l'any 1935. La n'és transmissió pneumàtica, té dos teclats de 58 notes cadascú i un pedal còncau-radial de 30.